# Alagovich Sándor
Alagovich Sándor (Maniga, 1760. december 30. – Zágráb, 1837. március 18.) zágrábi püspök.

## Élete
A papi pályára lépve, 1784. december 17-én lett hittudor. Miután a pozsonyi papnevelő-intézetben pappá szentelték, a nyitrai püspök titoknoka és az ottani papnevelőház tanára, egyben az intézet igazgatója lett; azután mocsonoki, 1793-ban galántai plébános. Innen a pozsonyi székesegyházhoz került; 1807 augusztusától városi plébános és kanonok, 1808-ban pedig esztergomi kanonok és 1809-ben a pesti papnevelő-intézet igazgatója, 1810-ben bosoni választott püspök és helytartósági, később udvari tanácsos és előadó, 1822-ben auraniai perjel, majd magyar udvari kancelláriai referendárius, 1828-ban zágrábi káptalani prépost, báni helytartó s valódi belső titkos tanácsos és berzencei örökös főispán; végül 1829. október 18-án zágrábi megyés püspök lett, amely tisztséget haláláig betöltötte.

## Művei
- Sermo ecclesiasticus (Zágráb, 1830; beszéd, melyet püspöki széke elfoglalásakor tartott)
- Dictio qua… post peracta generalia r. Hungariae I. I. Statuum et ordinum regnorum eorundem congregationem aperuit VII. Cal. (Febr. 1831, Zágráb)
- Ctenja i evangeliumi (Imák és evangeliumok). (Zágráb, 1831)